# 2022 год в Израиле
События 2022 года в Израиле.

## Действующие лица
- Президент Израиля — Ицхак Герцог
- Премьер-министр Израиля — Нафтали Бенет до 30 июня; Яир Лапид до 29 декабря; Биньямин Нетаньяху с 29 декабря
- Председатель Верховного суда — Эстер Хают
- Начальник Генерального штаба — Авив Кохави
- Правительство Израиля — тридцать шестое правительство Израиля и тридцать седьмое правительство Израиля.

## События

### Январь

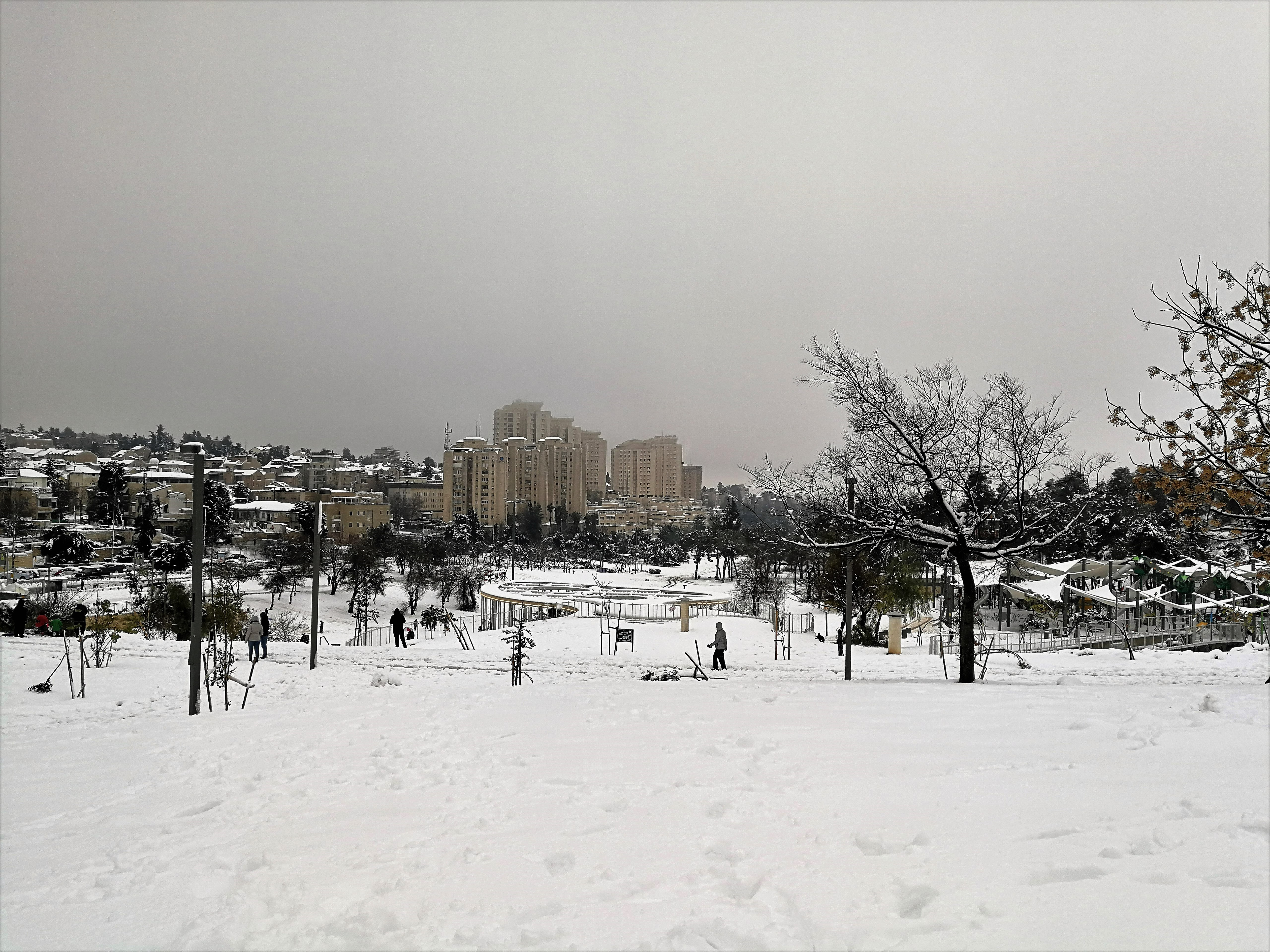
27 января: покрывает Иерусалим снегом.

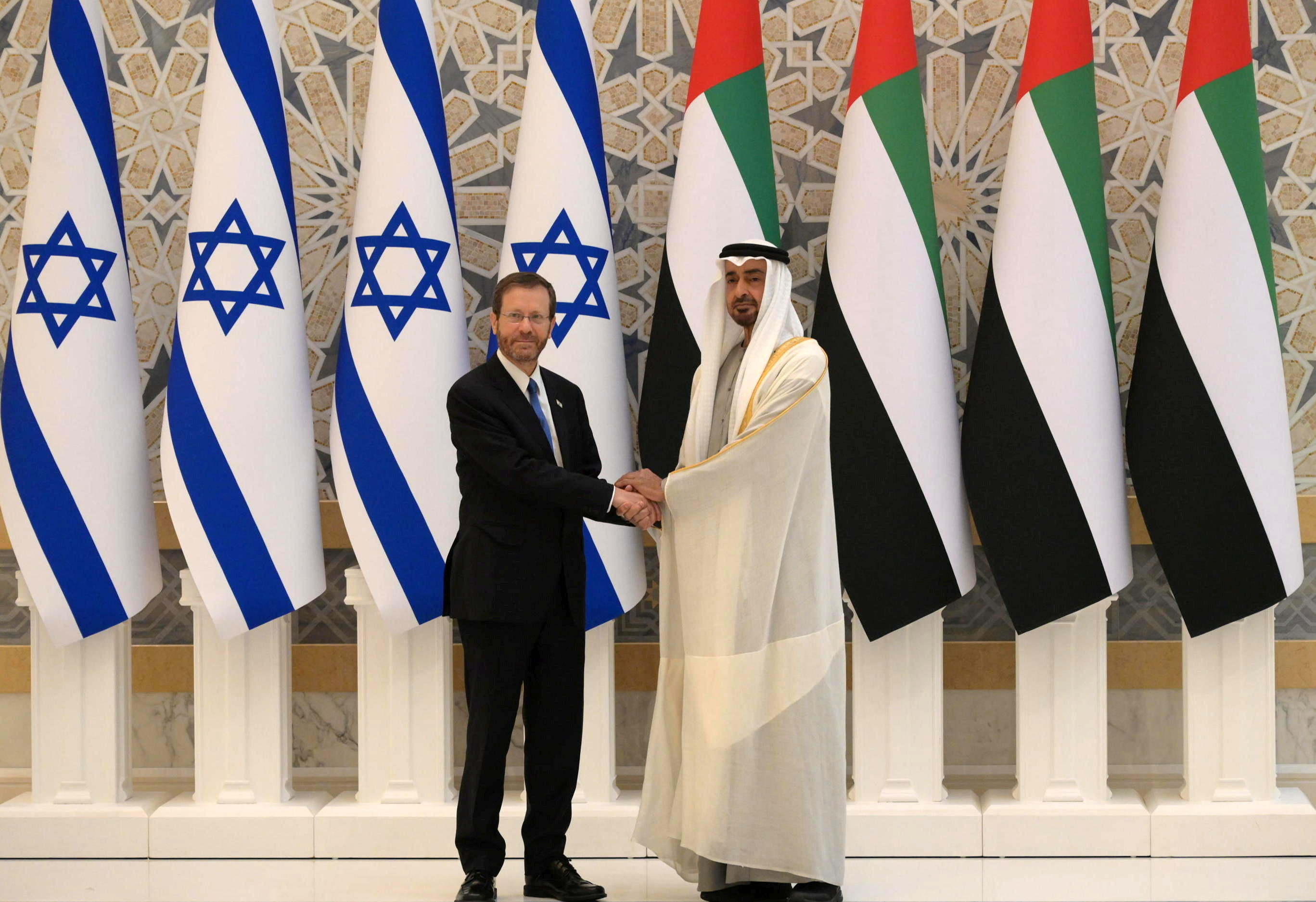
30 января: Президент Герцог встречается с наследным принцем Абу-Даби Мохаммедом бен Заидом Аль Нахайяном во время его официального визита в Объединённые Арабские Эмираты.

- 1 января — Две ракеты, выпущенные из Газы, взрываются у побережья, одна недалеко от Тель-Авива, а вторая возле кибуца Пальмахим; израильские ВВС наносят ответные удары по объектам ХАМАС в Газе, а танки обстреливают военные посты ХАМАС вблизи границы Газы с Израилем[1][2]
- 2 января — Вступает в силу первый этап реформы израильской системы сертификации кошерности[англ.], позволяющей розничным торговцам и производителям продуктов питания выбирать любой религиозный совет в стране для обеспечения надзора за кашрутом, (раньше доступен был только местный совет)[3].
- 3 января
  - Два пилота ВВС Израиля погибли в результате крушения вертолета Eurocopter AS565 Panther во время учений у побережья недалеко от Хайфы, третий член экипажа выжил, получив травмы средней степени тяжести[4].
  - В Бир-эль-Максуре вооруженный мужчина застрелил четырёхлетнего ребёнка[5].
- 5 января — Президент Ицхак Герцог и первая леди Михаль Герцог получают свою четвертую дозу вакцины против COVID-19, поскольку в Израиле начинается кампания второй бустерной дозы вакцинации[англ.][6].
- 9 января — Израиль открывает свои границы (были закрыты для туристов с ноября 2021 года), и отменяет свой «красный список» стран с ограниченным въездом, поскольку уровень заболеваемости коронавирусом поднимается до рекордно высокого уровня из-за варианта Omicron, что делает влияние запретов на поездки незначительным[7].
- 13 января — Несколько дней столкновений в пустыне Негев между протестующими бедуинами и полицией из-за проекта лесонасаждений привели к коалиционному кризису, правительство выдвинуло комплексный план по официальному оформлению статуса некоторых непризнанных бедуинских поселений как постоянных деревень[8].
- 20 января
  - Генеральная Ассамблея Организации Объединённых Наций одобряет консенсусом резолюцию по борьбе с отрицанием Холокоста, соавторами которой выступили Израиль и другие страны, по случаю 80-летия Ванзейской конференции, на которой нацистские лидеры приняли решение об «окончательном решении еврейского вопроса» для систематического уничтожения европейского еврейства[9][10].
  - Генеральный прокурор Авихай Мандельблит начинает расследование об использовании израильской полицией шпионского ПО Pegasus на мобильных телефонах Израиля[11].
- 23 января
  - Израиль и Объединенные Арабские Эмираты создают многомиллионный совместный фонд исследований и разработок для поддержки сотрудничества и инвестиций частного сектора в последующие десять лет[12][13].
  - Правительство решает создать государственную комиссию по расследованию покупок подводных лодок и военных кораблей у немецкой судостроительной компании ThyssenKrupp на сумму 2 миллиарда долларов, имевших место при правительстве бывшего премьер-министра Биньямина Нетаньяху на предмет возможной коррупции и взяточничества[14].
- 24 января — землетрясение силой чуть более 4,1 балла по шкале Рихтера с центром к северо-востоку от Бейт-Шеана, к югу от Галилейского моря, ощущается по всей стране; о травмах и повреждениях не сообщается[15].
- 27 января — Шторм Элпис[англ.] накрывает города Иерусалим и Цфат, а также горы северного и центрального Израиля сильным снегопадом[16].
- 30 января — Президент Герцог совершает первый официальный визит президента Израиля в Объединённые Арабские Эмираты, встречается с лидерами правительства и бизнеса Эмиратов, а также с членами еврейской общины и открывает национальный день Израиля на выставке Expo 2020 в Дубае[17].

### Февраль

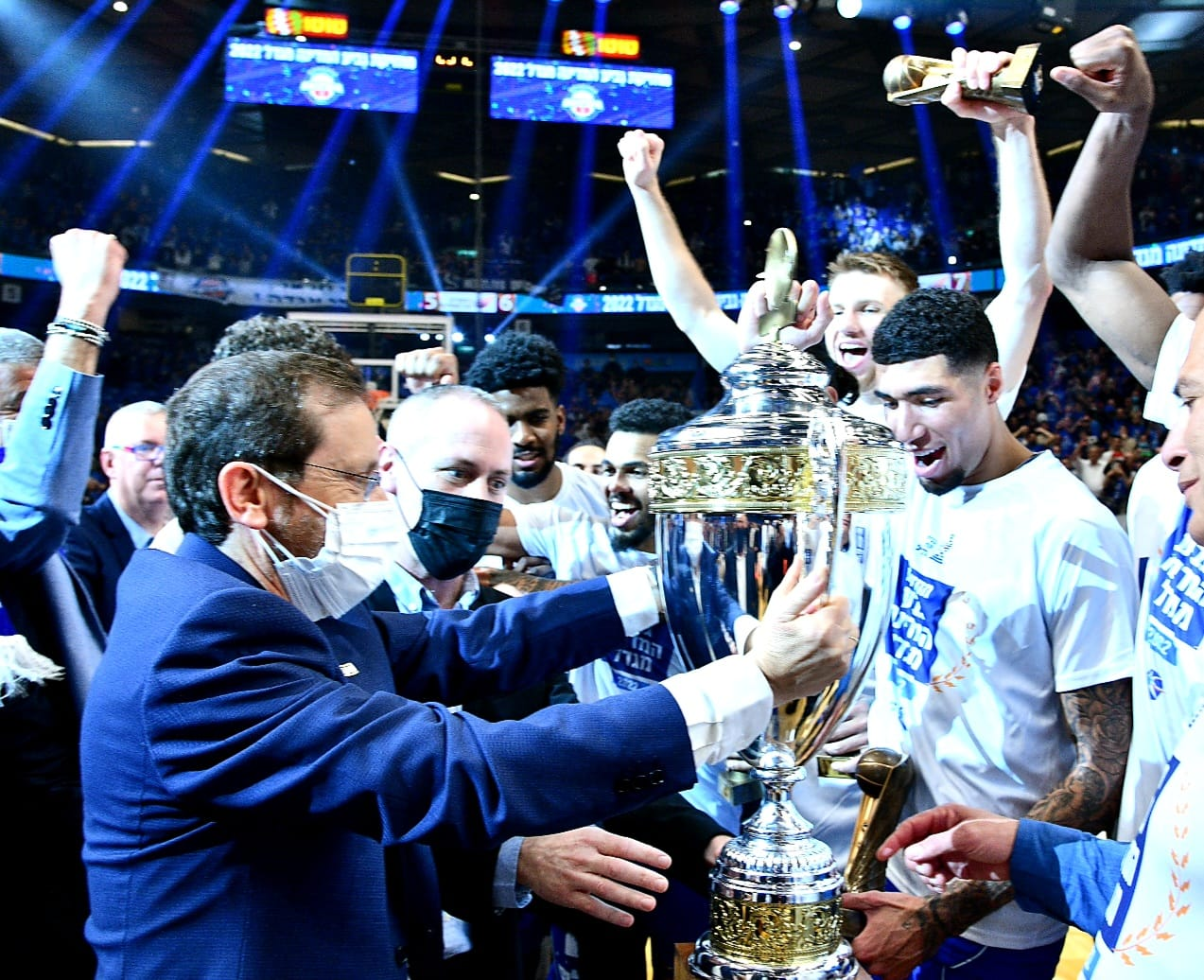
17 февраля: Исаак Герцог вручает победителю сезона команде Бней Герцлия.

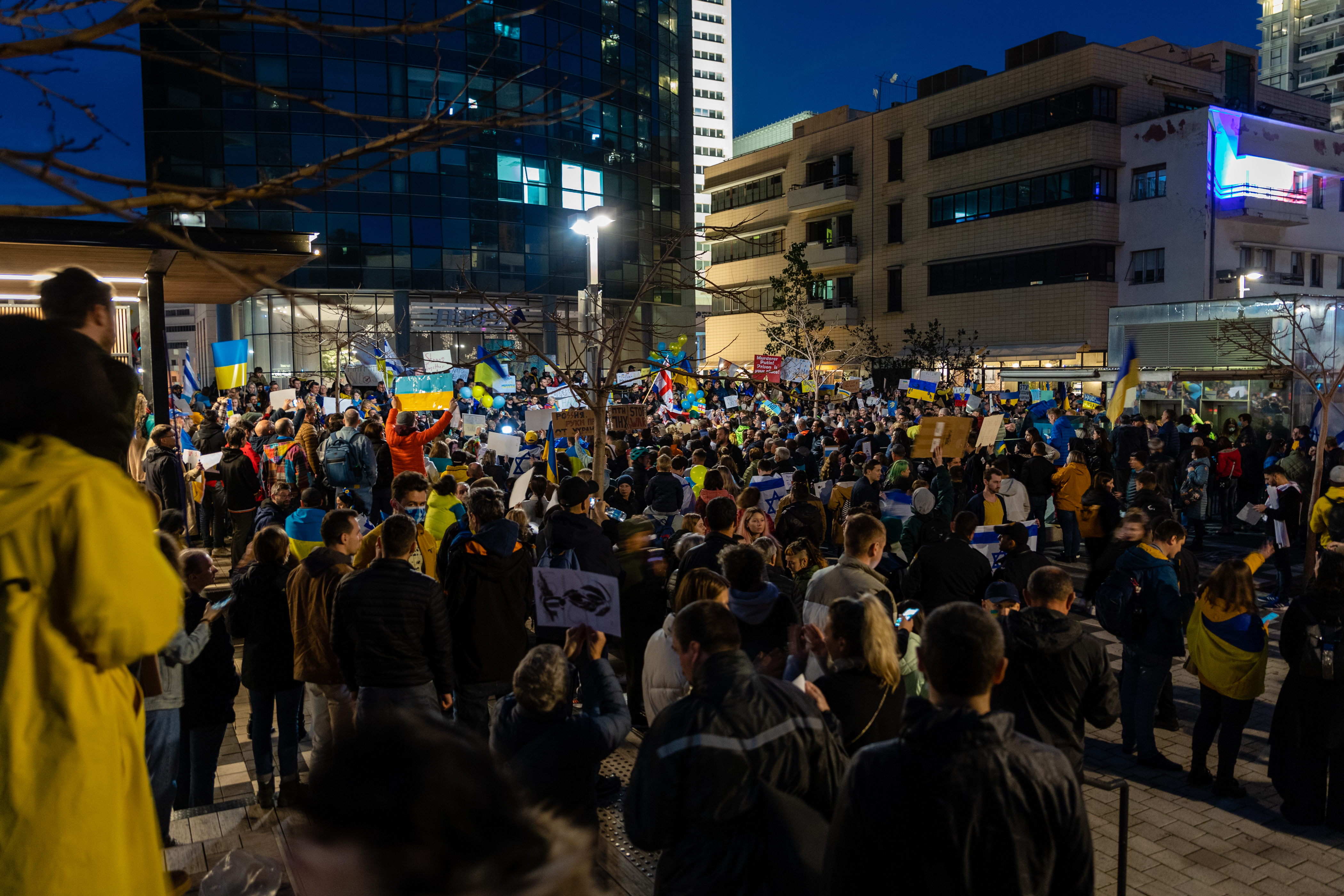
26 февраля: Митинг протеста в Тель-Авиве против вторжения России в Украину.

- 1 февраля — Бывший министр и лидер партии ШАС Арье Дери приговорен к 12 месяцам условного тюремного заключения вместе со штрафом в размере 180 000 шекелей по делу о признании вины за налоговые правонарушения[18].
- 2 февраля — Министр обороны Бенни Ганц посещает Бахрейн в рамках своего первого официального визита для подписания соглашений о безопасности, встречается с высшими должностными лицами Бахрейна, включая короля Хамада бин Ису Аль Халифу[19].
- С 4 по 20 февраля — шесть спортсменов представляют Израиль на зимних Олимпийских играх 2022 года в Пекине в фигурном катании, шорт-треке и горных лыжах[20].
- 15 февраля — Премьер-министр Бенет встречается с королем Хамадом бин Исой Аль Халифой, высокопоставленными правительственными чиновниками, бизнесменами и представителями местной еврейской общины Бахрейна во время первого визита в Бахрейн премьер-министра Израиля, чтобы обсудить развитие торговли, технологий и инноваций и оборонных связей[21][22].
- 16 февраля — Спикер Палаты представителей США Нэнси Пелоси возглавляет делегацию Конгресса с визитом в Израиль и подтверждает «железные» гарантии США безопасности Израиля перед лицом угроз со стороны ядерной программы Ирана и его поддержки террористических организаций[англ.][23].
- 16 февраля — Управление инноваций Израиля[англ.] и министерство обороны выделяют около 62 миллионов долларов на разработку инфраструктуры для квантовых вычислительных возможностей и, в конечном итоге, квантового компьютера[24].
- 17 февраля — Команда «Бней Герцлия» выигрывает Кубок Израиля по баскетболу 2021-22[англ.] в финальном матче против «Хапоэль Тель-Авив» со счетом 87-82[25].
- 24 февраля — Министр иностранных дел Яир Лапид осуждает российское вторжение в Украину как «серьезное нарушение международного порядка» и предлагает гуманитарную помощь гражданам Украины[26].
- 25 февраля — 40 000 бегунов участвуют в Тель-Авивском марафоне[англ.]; Винсент Кипсанг Роно из Кении и Бикая Мантамар из Израиля становятся победителями среди мужчин и женщин соответственно[27][28].
- 26 февраля — Тысячи израильтян проводят митинг в Тель-Авиве, чтобы выразить протест против вторжения России в Украину и потребовать от израильского правительства принять более решительные меры в поддержку Украины.[29]

### Март

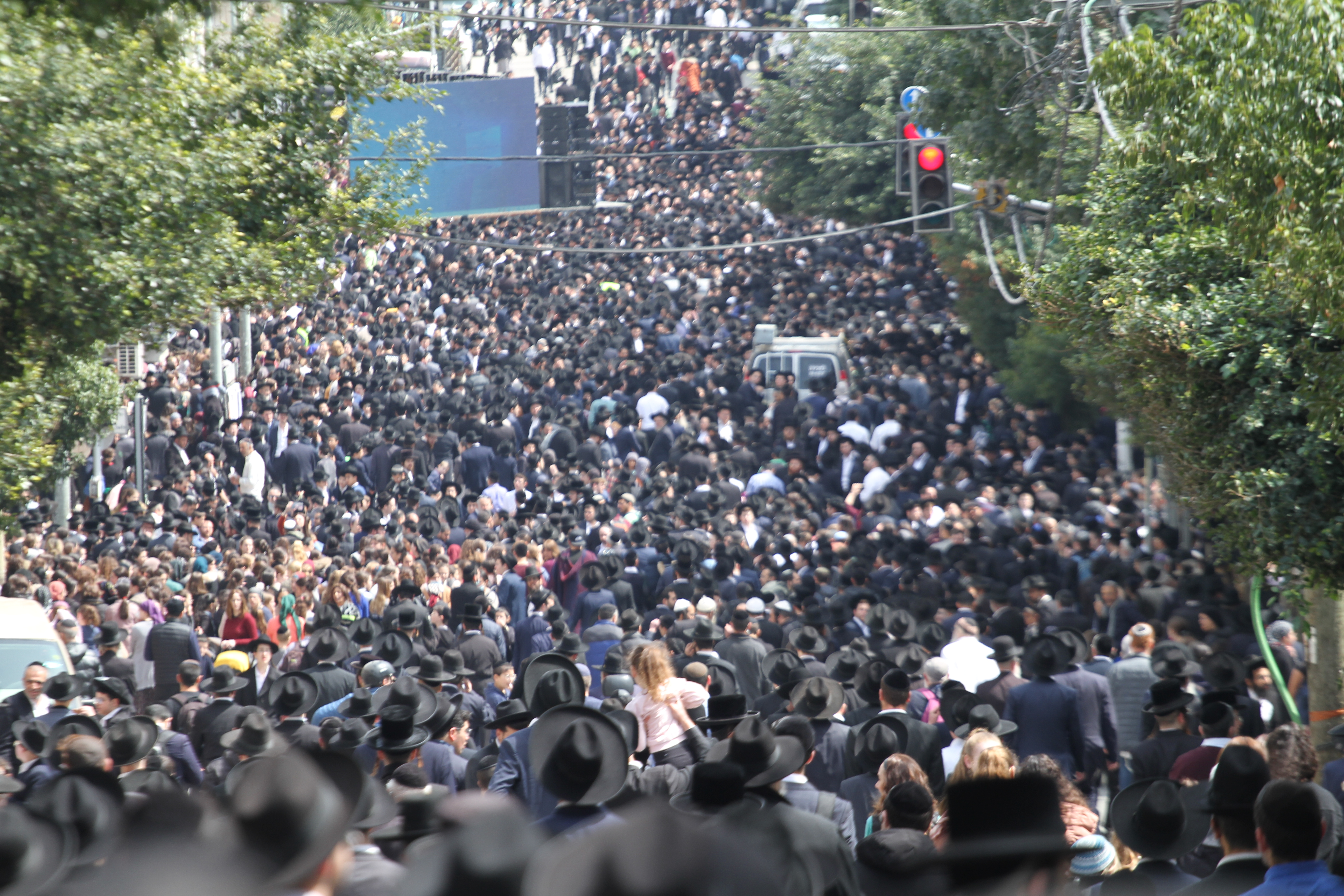
20 марта: Часть похоронной процессии почитаемого харедимского раввина Хаима Каниевского в Бней-Браке.

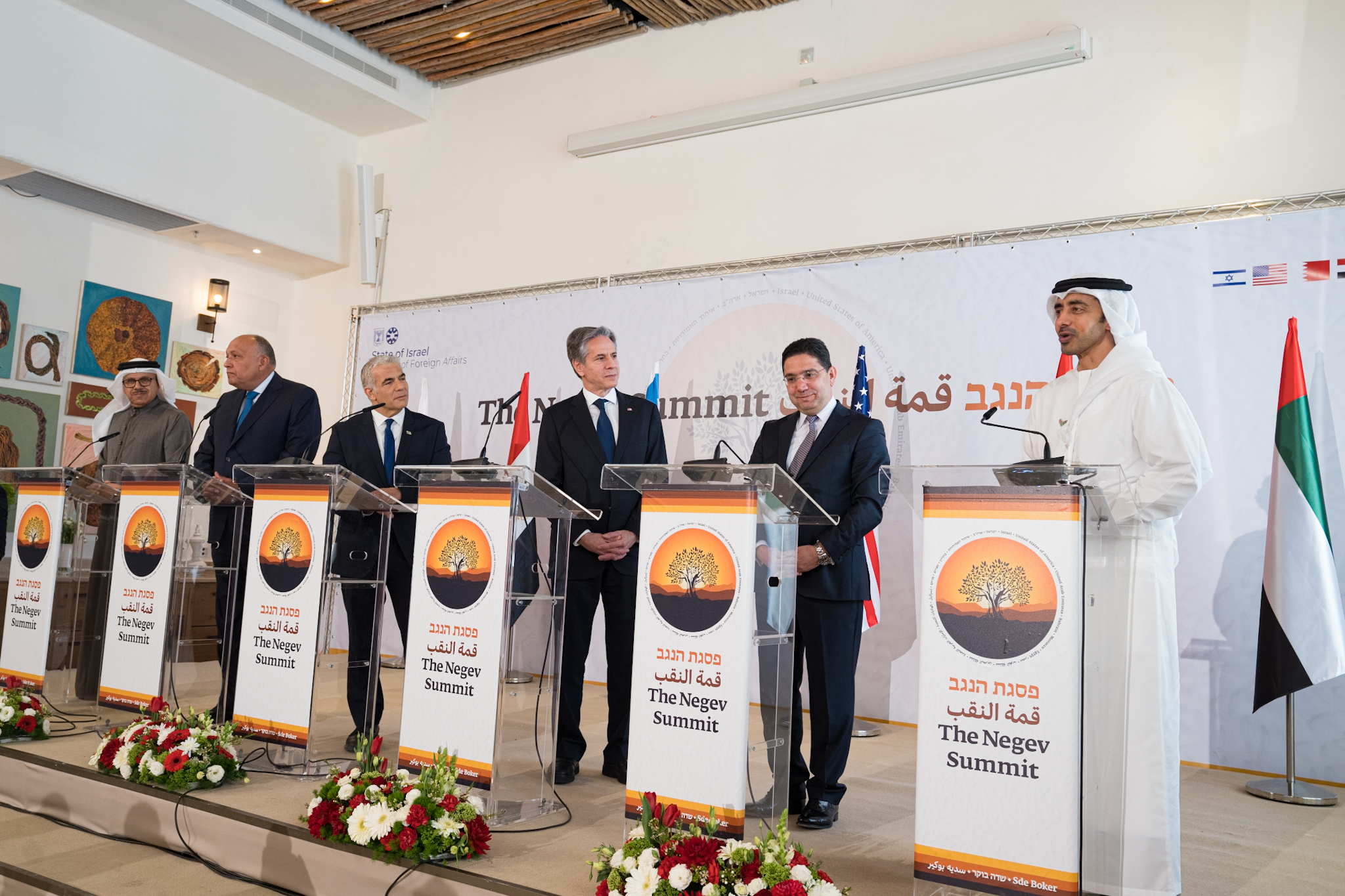
27 марта: Министры иностранных дел четырёх арабских стран, Израиля и госсекретарь США на саммите в Негеве в Сде-Бокере.

- 1 марта — Правительство ослабляет почти все медицинские ограничения, связанные с пандемией COVID-19; остаются в силе только правила, касающиеся лицевых масок в закрытых общественных местах, «Зеленого пропуска» для входа в дома престарелых и ПЦР-тестов по прибытии для израильтян, возвращающихся из-за границы[30].
- 2 марта — Новоизбранный канцлер Германии Олаф Шольц совершает свой первый официальный визит в Израиль[31].
- 5 марта — премьер-министр Бенет вылетает в Москву в Шаббат, чтобы встретиться с президентом Владимиром Путиным по поводу российского вторжения в Украину; Бенет также разговаривает по телефону с президентом Украины Владимиром Зеленским до и после встречи и летит в Берлин, чтобы встретиться с Олафом Шольцем перед возвращением в Израиль[32][33].
- 9 марта — Президент Герцог встречается с президентом Турции Реджепом Тайипом Эрдоганом в Анкаре, что считается возобновлением отношений между Израилем и Турцией, которые были практически заморожены с 2010 года[34].
- 11 марта — Шейна Васпи[англ.] представляет Израиль на зимних Паралимпийских играх 2022 года по горным лыжам; она первая израильская спортсменка, когда-либо принимавшая участие в зимних Паралимпийских играх[35][36][37].
- 20 марта
  - Сотни тысяч скорбящих участвуют в похоронной процессии раввина Хаима Каниевского в Бней-Браке (одни из крупнейших похорон в истории Израиля)[38].
  - Президент Украины Владимир Зеленский обращается к членам Кнессета через Zoom и, ссылаясь на память о Холокосте, призывает Израиль оказать военную поддержку его стране в её борьбе против российского вторжения; речь также транслируется по телевидению с большим экраном тысячам протестующих на площади Габима в Тель-Авиве, собравшихся, чтобы выразить поддержку Украине[39].
- 22 марта — в результате нападения в Беэр-Шеве[англ.] четыре человека убиты и двое ранены сторонником Исламского государства (ножевые ранения и таран автомобилем), прежде чем он был застрелен прохожим из гражданского населения[40][41].
- 25 марта — В Иерусалимском марафоне[англ.] Агезе Гуади из Израиля и Валентина Верецкая, украинская беженка (из-за войны на Украине), становятся победителями в мужском и женском зачётах соответственно[42][43][44].
- 27 марта
  - Саммит в Негеве проходит в Сде-Бокер. В конференции между израильскими властями и представителями Египта, Бахрейна, Марокко и Объединенных Арабских Эмиратов также принимает участие госсекретарь США Энтони Блинкен[45].
  - Два боевика «Исламского государства» убивают двух человек и ранят ещё двоих в Хадере, прежде чем будут застрелены силами безопасности[46][47].
- 29 марта — палестинец убивает пять человек в результате массовой стрельбы в Бней-Браке, Тель-Авивский округ[48].

### Апрель

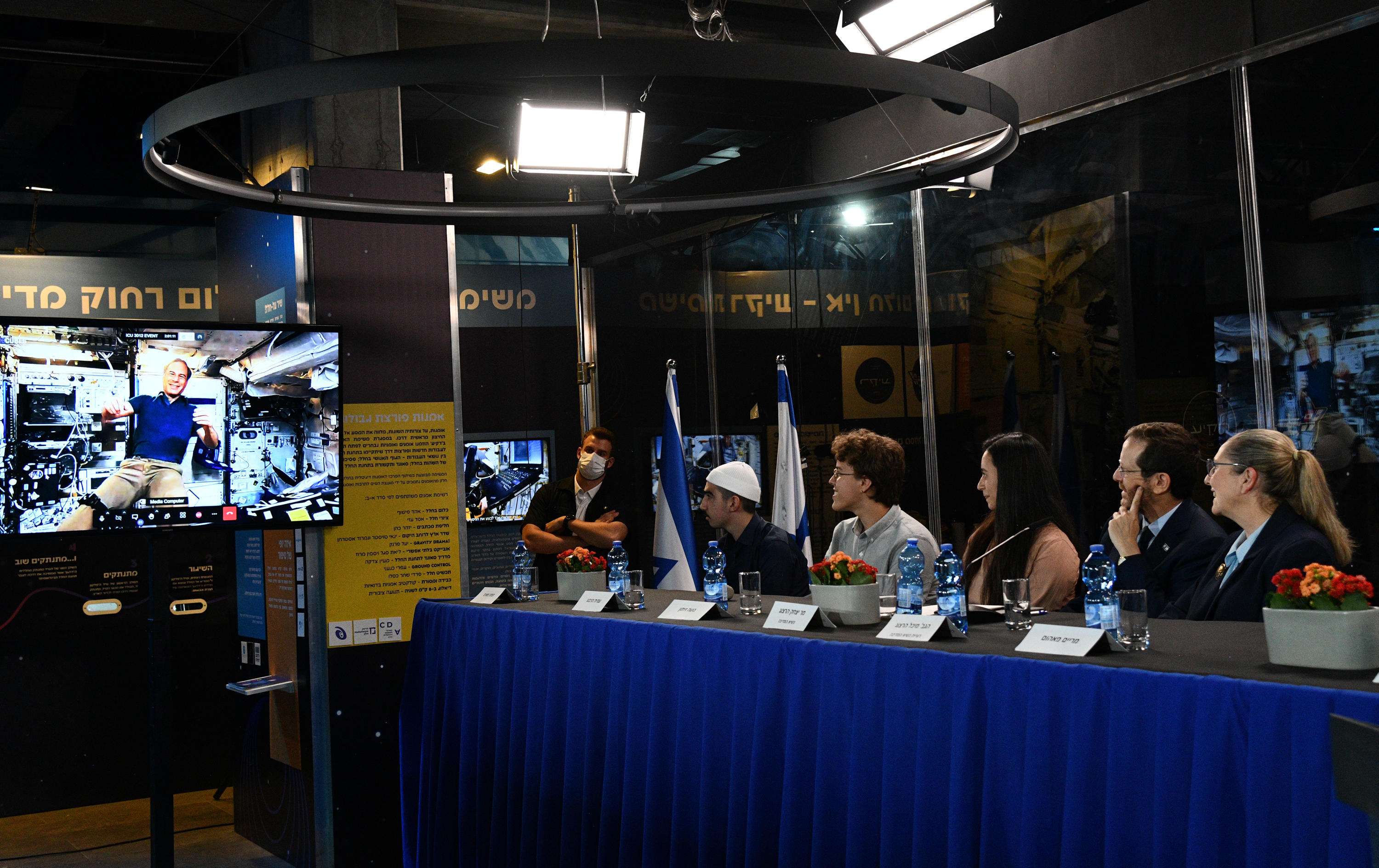
10 апреля: видеозвонок из Израильского космического агентствоа в Тель-Авиве президентской четы Герцогов и студентов, участвующие в космических проектах, астронавту Эйтану Стиббе, который находится на борту Международной космической станции.

- 1 апреля — Израиль и Объединённые Арабские Эмираты завершают переговоры по соглашению о свободной торговле, в соответствии с которым 95 %товаров, продаваемых между двумя странами, будут беспошлинными (продукты питания, сельскохозяйственные и косметические товары, а также лекарства и медицинское оборудование)[49].
- 4 апреля — Министр иностранных дел Яир Лапид выражает ужас по поводу массовых жертв среди гражданского населения в районах Украины, откуда были выведены российские войска, включая резню в Буче, и осуждает их как военное преступление[50].
- 6 апреля — депутат Кнессета Идит Сильман, парламентский организатор правящей коалиции, уходит в отставку и отказывается поддерживать правительство, в результате чего Кнессет поровну раскалывается между коалицией и оппозицией, а правительство становится уязвимо для вотума недоверия[51].
- 7 апреля — палестинский боевик убивает трёх человек и ранит ещё девять в результате массовой стрельбы на улице Дизенгоф в Тель-Авиве; позже нападавший убит в перестрелке с полицией[52].
- 10 апреля — Верховный суд выносит решение в пользу истцов, члены семей которых были убиты в результате террористических атак во время Второй интифады, Палестинская администрация может быть привлечена к ответственности за нападения из-за её политики выплат стипендий осужденным террористам, отбывающим наказание в израильских тюрьмах[англ.], а также из-за выплат семьям погибших террористов[53].
- 11 апреля — палестинский стрелок ранит двух евреев-хасидов, пытающихся посетить гробницу Иосифа, святыню всех трёх авраамических религий в городе Наблус, через день после того, как она была разрушена и подожжена группой из примерно сотни палестинцев (были разогнаны палестинскими силами безопасности)[54][55].
- 15 апреля — израильская полиция совершает налет на мечеть Аль-Акса во время беспорядков на Храмовой горе в Иерусалиме, во время которых палестинцы внутри мечети бросают в полицию предметы и взрывные устройства; В столкновениях ранены более 150 палестинцев и трое полицейских[56].
- 18 апреля — израильский астронавт Эйтан Стиббе проводит первый пасхальный седер в космосе во время своего участия в первом частном полёте на Международную космическую станцию для проведения научных и технологических экспериментов для ряда университетов и стартапов Израиля[57].
- С 29 апреля по 1 мая — израильские дзюдоистки выигрывают четыре медали на чемпионате Европы по дзюдо , Тимна Нельсон-Леви выигрывает золото в весовой категории до 57 кг, Раз Гершко выигрывает серебро, а Шира Ришони и Гили Шарир выигрывают бронзу[58].
- 30 апреля — израильский охранник Вячеслав Голев убит (при этом он закрыл собой свою невесту, также несшую службу на посту) в результате обстрела у въезда в поселение Ариэль; двое палестинских боевиков позже схвачены израильскими силами безопасности[59].

### Май
- 5 мая

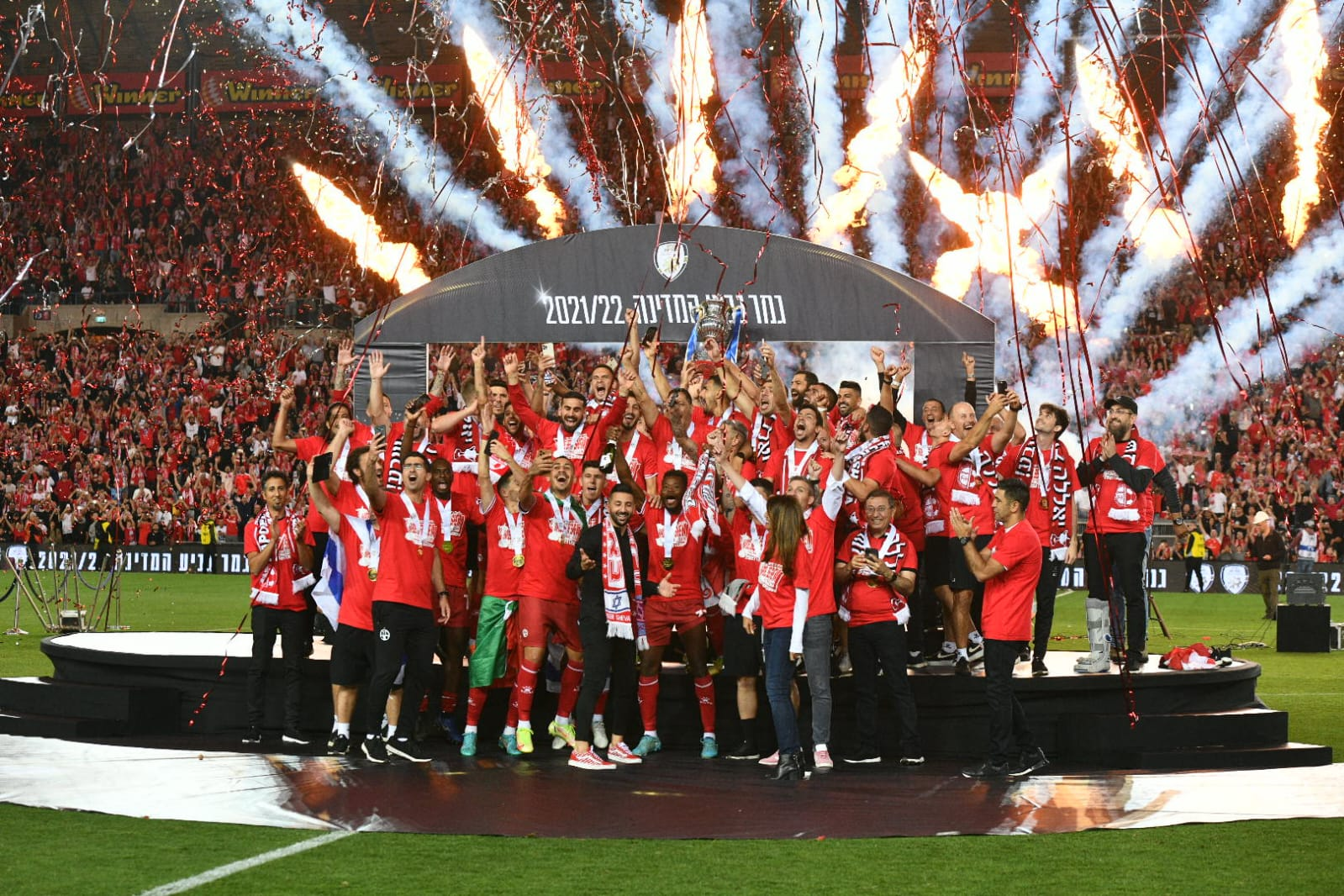
24 мая: Хапоэль Беэр-Шева празднует победу в финале Кубка Израиля по футболу.

  - Международный библейский конкурс проходит в Иерусалиме в День независимости; Гилель Коэн и Двир Хаим Марцбах вместе занимают первое место[60].
  - Три человека убиты и трое серьёзно ранены в результате нападения двух палестинских террористов[англ.] с ножами и топорами в Эльаде, Центральный округ[61].
- 11 мая — журналистка «Аль-Джазиры» Ширин Абу Акле застрелена во время освещения рейда Сил обороны Израиля в городе Дженин на Западном берегу[62].
- 12 мая — Майкл Бен Давид представляет Израиль на конкурсе песни «Евровидение»[англ.] в Турине, Италия[63].
- 16 мая — «Маккаби Хайфа» второй раз подряд выигрывает Премьер-лигу Израиля по футболу, достигнув непреодолимого отрыва по очкам в финальном раунде[64].
- 19 мая — депутат Кнессета Джида Ринауи Зуаби[англ.] от партии Мерец выходит из коалиции, сократив её до меньшинства в Кнессете[65].
- 24 мая — «Хапоэль Беэр-Шева» выигрывает Кубок Израиля 2021-22 по футболу на стадионе «Тедди» в Иерусалиме, победив «Маккаби Хайфа» со счетом 3-1 по пенальти после ничьей 2-2[66].

### Июнь

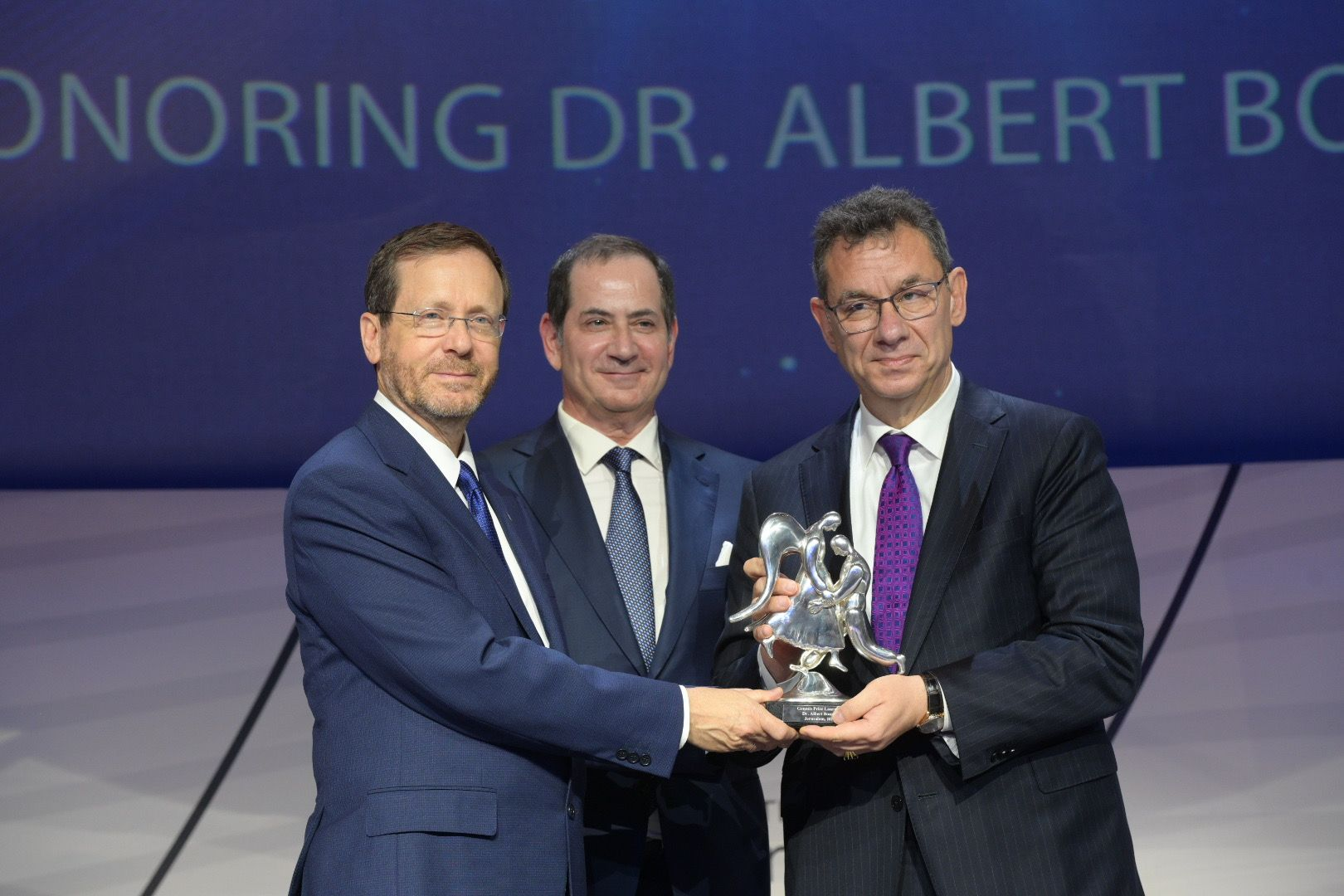
29 июня: Генеральный директор Pfizer Альберт Бурла (справа) получает Премию «Генезис» в Иерусалиме.

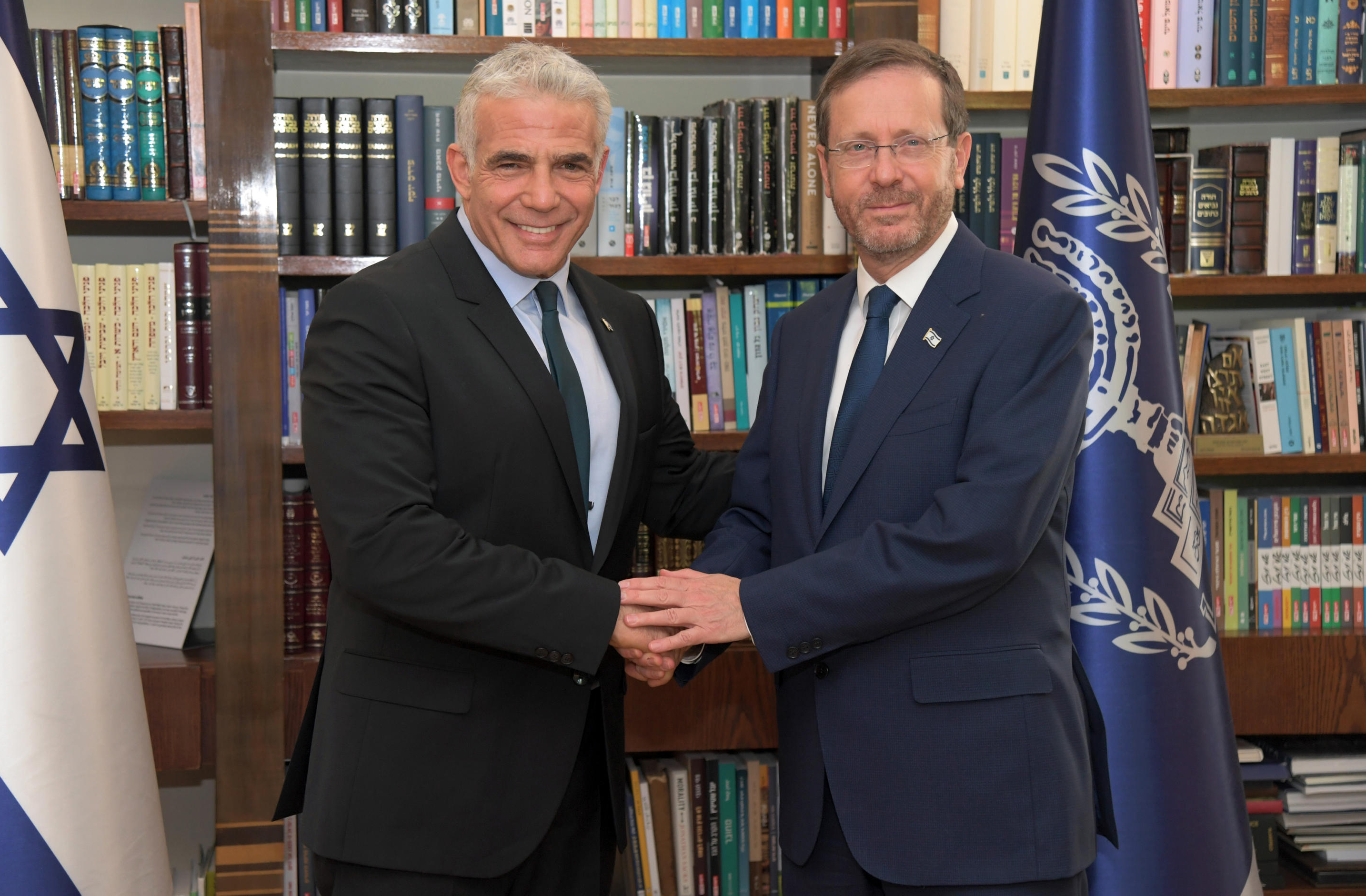
30 июня: президент Ицхак Герцог с новым премьер-министром Яиром Лапидом в официальной резиденции президента.

- 1 июня — запущен Фонд израильских граждан[67][68]
- 13 июня — лидер Европейского Союза Урсула фон дер Ляйен и премьер-министр Италии Марио Драги посещают Израиль для переговоров, посвященных расширению энергетического сотрудничества, в частности экспорту израильского природного газа в Европу[69].
- 15 июня — Министры энергетики Египта, Израиля и Европейского Союза подписывают в Каире соглашение об увеличении продаж природного газа европейским странам, ищущим альтернативные источники для уменьшения своей зависимости от поставок энергоресурсов из России[70].
- 20 июня — премьер-министр Нафтали Бенет и заместитель премьер-министра Яир Лапид объявляют о решении распустить коалицию и внести законопроект о роспуске Кнессета, что приведет к пятым выборам менее чем за четыре года[англ.]; Лапид будет временно исполняющим обязанности премьер-министра до формирования нового правительства[71].
- 21 июня — в ответ на недавние террористические атаки Израиль начинает укреплять часть северной части своего барьера безопасности на Западном берегу бетонной стеной[72].
- 29 июня — Альберт Бурла, генеральный директор Pfizer, получает премию «Генезис» от президента Исаака Херцога в Иерусалиме за лидерство в разработке вакцины против COVID-19[73][74].
- 30 июня — Кнессет одобряет законопроект о роспуске и назначает новые выборы на 1 ноября; Министр иностранных дел и заместитель премьер-министра Яир Лапид сменит Нафтали Бенета на посту премьер-министра (до тех пор, пока не будет сформирована новая коалиция)[75].

### Июль

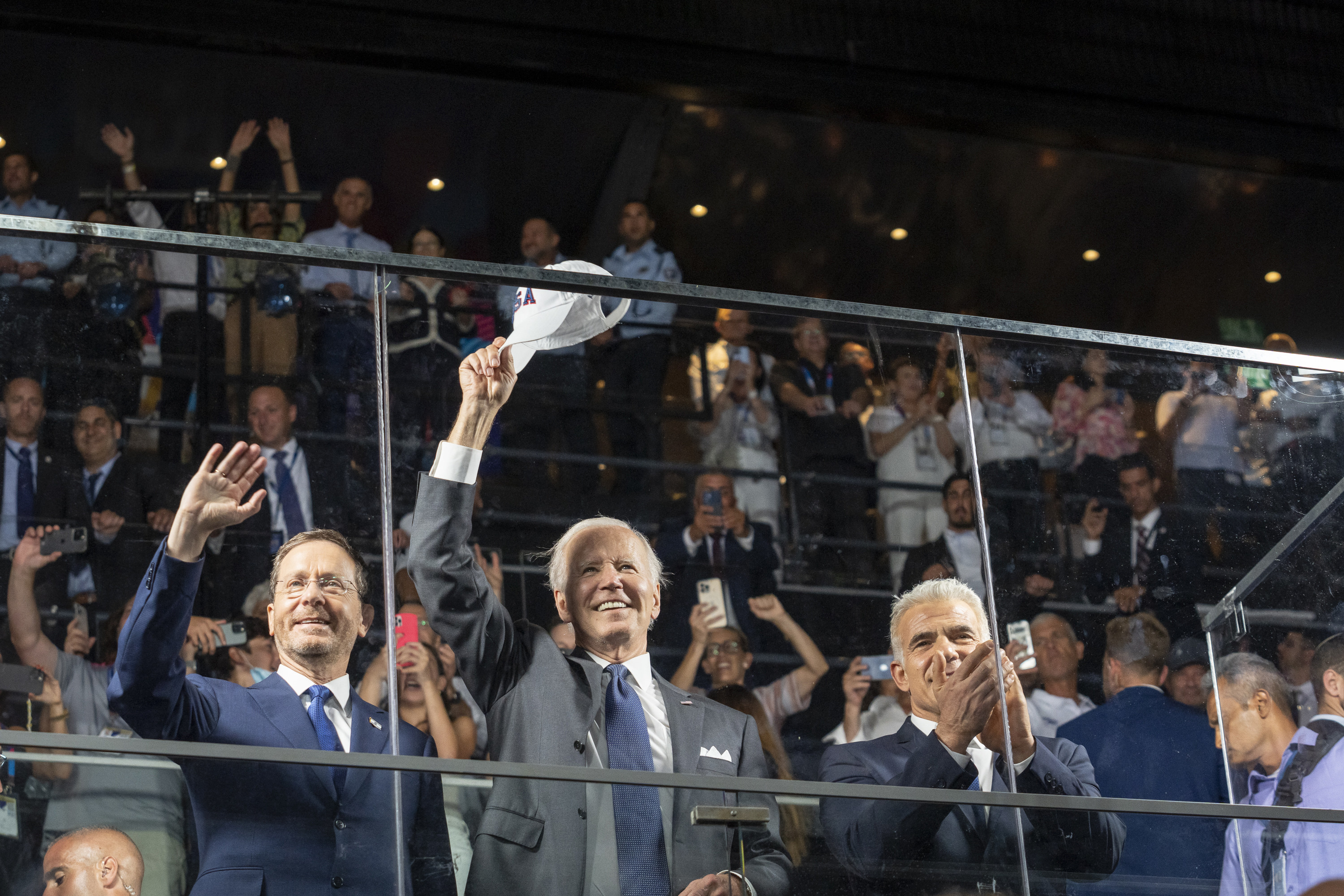
14 июля: Церемония открытия 21-х Маккабиадских игр в Иерусалиме с участием (слева направо) президента Израиля Ицхака Герцога, президента США Джо Байдена и премьер-министра Израиля Яира Лапида.

- 2 июля — «Хезболла» запускает три дрона из Ливана по израильскому судну, работающему на газовом месторождении Кариш[англ.] у побережья Израиля, и все они сбиты израильскими ВВС; Ливан и Израиль ведут переговоры при посредничестве США по определению общей морской границы[76].
- 4—7 июля — Молодые спортсмены из 47 стран соревнуются в чемпионате Европы по легкой атлетике среди юношей до 18 лет в Иерусалиме на стадионе Еврейского университета[77][78].
- с 7 по 17 июля — израильские спортсмены соревнуются в десяти видах спорта на Всемирных играх 2022 года в Бирмингеме, США, выиграв семь золотых, три серебряных и четыре бронзовых медали и заняв одиннадцатое место в общем зачёте[79].
  - 12-13 июля — Дарья Атаманова выигрывает две золотые медали и серебро для Израиля по художественной гимнастике на Всемирных играх[80].
- 10 июля — Дорон Альмог назначается председателем Еврейского агентства[81].
- 14 июля — 15 июля — Государственный визит президента США Джо Байдена в Израиль.
  - 14 июля — Соединенные Штаты и Израиль договариваются о продлении для Израиля 10-летнего оборонного пакета США стоимостью 38 миллиардов долларов и обязуются не допустить ядерного оружия в Иране[82].
  - 15 июля — Президент Байден и премьер-министр Лапид присутствуют на первом заседании форума I2U2[англ.] вместе с президентом Объединённых Арабских Эмиратов Мохаммедом бен Заидом Аль Нахайяном и премьер-министром Индии Нарендрой Моди. На виртуальной конференции четыре страны договариваются о дальнейшем сотрудничестве по вопросам продовольственной безопасности, чистой энергии, технологиям и торговле, подтверждая свою поддержку соглашений Авраама[83].
- 14—26 июля — 21-е игры Маккабиады.
  - 14 июля — Церемония открытия 21-х игр Маккабиады проходит на стадионе Тедди в Иерусалиме, присутствуют 30 000 зрителей, в том числе президент США Байден, президент Израиля Герцог и премьер-министр Лапид[84][85].

### Август

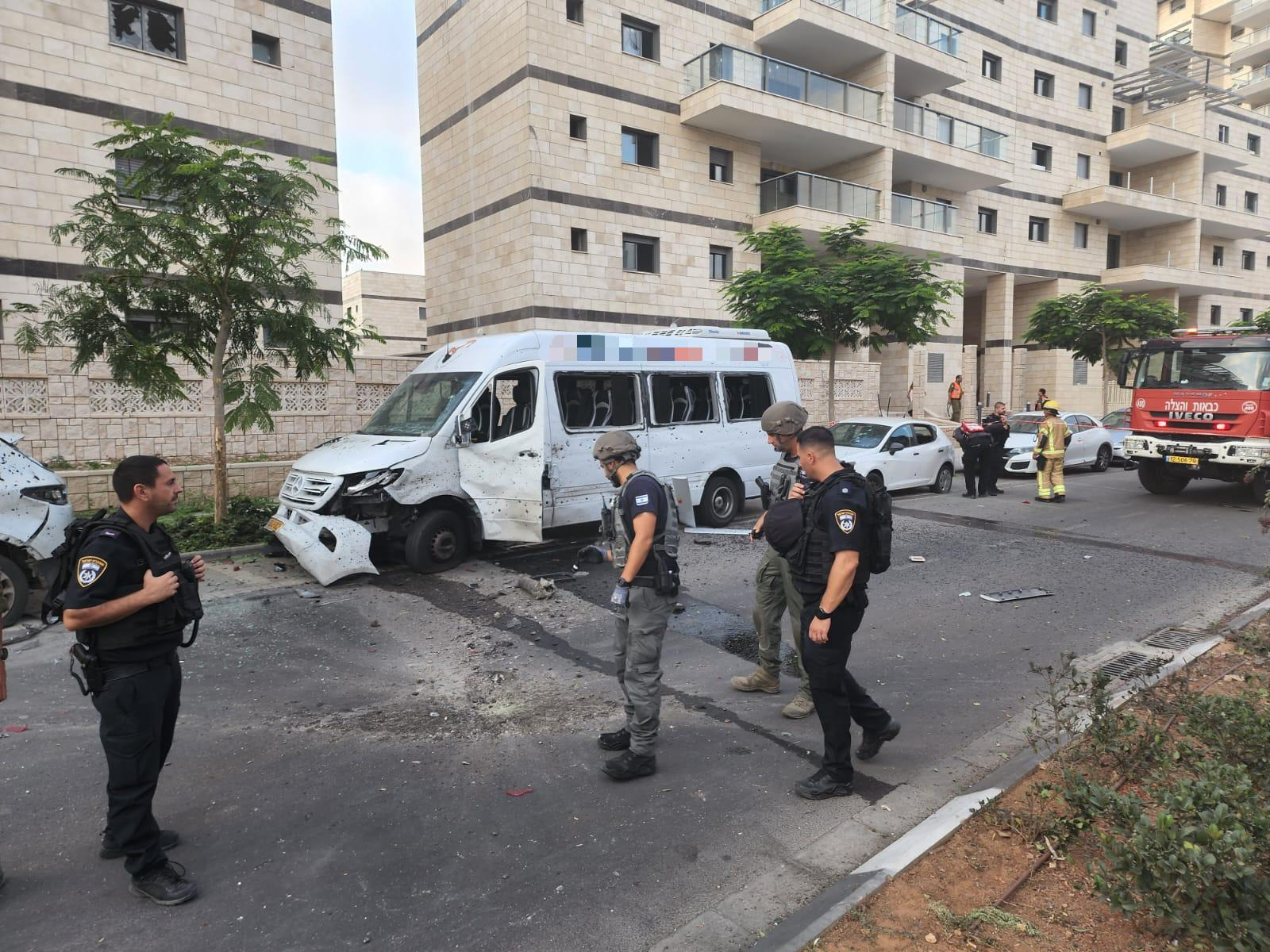
6 августа: Палестинская ракета, выпущенная Палестинским исламским джихадом в Газе, поражает жилой район в Ашкелоне.

- 1 августа — Коби Шабтай[англ.] совершает первый официальный визит в Марокко комиссара полиции Израиля, чтобы встретиться с высокопоставленными должностными лицами марокканской полиции и правительства для обсуждения вопросов укрепления оперативного, разведывательного и следственного сотрудничества между двумя странами[86].
- 5—7 августа — Израиль начинает операцию «Рассвет» авиаударами по сектору Газа, убив лидера Палестинского исламского джихада (ПИД) Тайсира Джабари и других высокопоставленных командиров. «Исламский джихад» выпустил около 1000 ракет по Израилю из Газы, 96 процентов из которых были перехвачены израильской системой ПВО, а около 160 не вылетели за пределы Газы[87][88].
- 15 августа — на чемпионате Европы в Мюнхене мужская марафонская команда Израиля выигрывает золотую медаль, израильские бегуны эфиопского происхождения Марху Тефери и Гашау Айяле выигрывают серебряную и бронзовую медали соответственно, в индивидуальном марафоне израильская бегунья кенийского происхождения Лона Чемтай Солпитер выигрывает четвертую медаль Израиля, взяв бронзу в беге на 10 000 метров и установив израильский рекорд[89].
- 16 августа — Анастасия Горбенко второй год подряд выигрывает золотую медаль для Израиля в индивидуальном заплыве на 200 метров комплексным стилем на чемпионате Европы по водным видам спорта в Риме[90].
- 18 августа — Израиль и Турция объявляют о возобновлении полных дипломатических отношений с обменом послами впервые с 2018 года[91].
- 21 августа — Артем Долгопят выигрывает золотую медаль в вольных упражнениях на чемпионате Европы по спортивной гимнастике в Мюнхене[92].
- 22 августа — Банк Израиля повышает базовую процентную ставку с 1,25 % до 2,0 %, что является самым большим увеличением за два десятилетия, в попытке обуздать инфляцию, которая за последний год превысила 5 %[93].

### Сентябрь

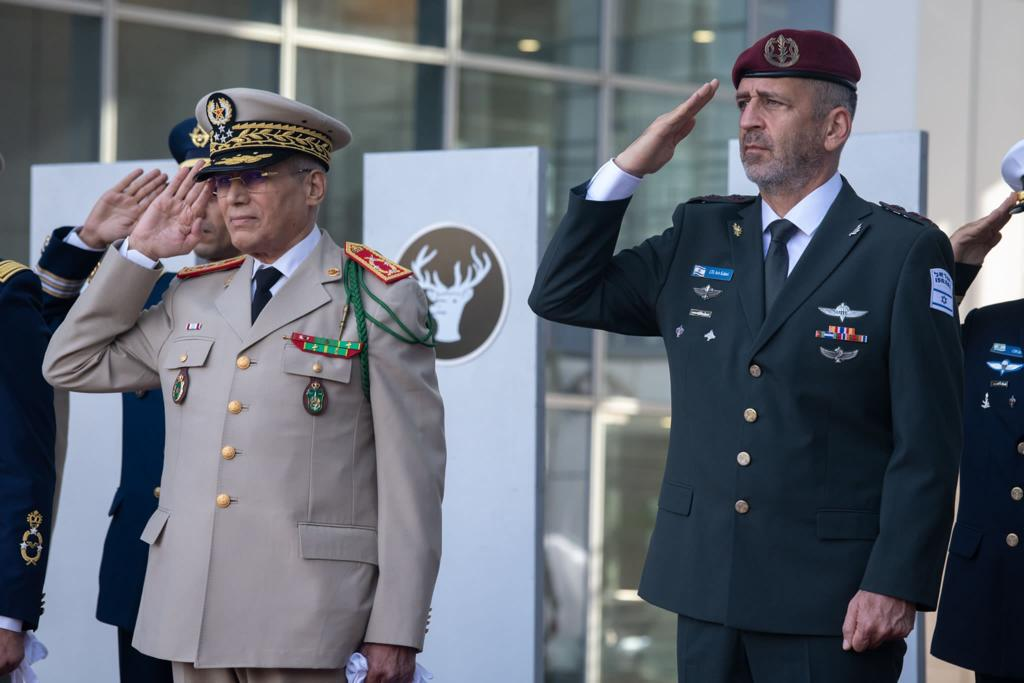
13 сентября: генерал-лейтенанта Белхира Эль-Фарука, генерального инспектора Королевских марокканских вооруженных сил, встречает в Израиле почетный караул во главе с начальником штаба израильской армии Авивом Кохави.

- 2 сентября — Правительство Германии подтверждает, что семьи израильских спортсменов, погибших на Олимпийских играх 1972 года в Мюнхене, получат компенсацию в размере 28 миллионов долларов, и соглашается признать ошибки, допущенные властями в то время олимпиады[94].
- 4—6 сентября — президент Ицхак Герцог и первая леди Михаль Герцог совершают государственный визит в Германию для участия в годовщине, посвященной 50-летию резни на Олимпийских играх 1972 года в Мюнхене; Президент Герцог встречается с президентом Германии Франком-Вальтером Штайнмайером, канцлером Олафом Шольцем и другими высокопоставленными официальными лицами, выступает перед Бундестагом и посещает концлагерь Берген-Бельзен[95][96].
- 12—16 сентября — Делегации из 25 стран, в том числе начальники штабов и командующие вооруженными силами со всего мира, принимают участие в первой Международной конференции по оперативным инновациям; впервые арабский военачальник генерал-лейтенант Белхир Эль-Фарук, генеральный инспектор Королевских вооруженных сил Марокко, совершает официальный визит в Израиль[97][98].
- 17 сентября — на шоссе Аялон в Тель-Авиве открывается большая воронка, нарушившая движение и вызвавшая закрытие нескольких полос и близлежащего выезда, но не приведшая к травмам или несчастным случаям, несмотря на то, что это произошло на одной из самых загруженных транспортных артерий Израиля[99].
- 25 сентября— определён ежегодный рейтинг израильских песен на иврите за 2021 год. Ноа Кирель стала «Певицей года».

### Октябрь
- 26 октября — Президент Ицхак Герцог начинает официальный визит в США[100].
- 27 октября — Представители Израиля и Ливана подписывают при посредничестве США соглашение, которое устанавливает морскую границу и прекращает спор о морской границе между двумя странами, открывая каждой из них возможность использовать природные ресурсы этого района[101].

### Ноябрь

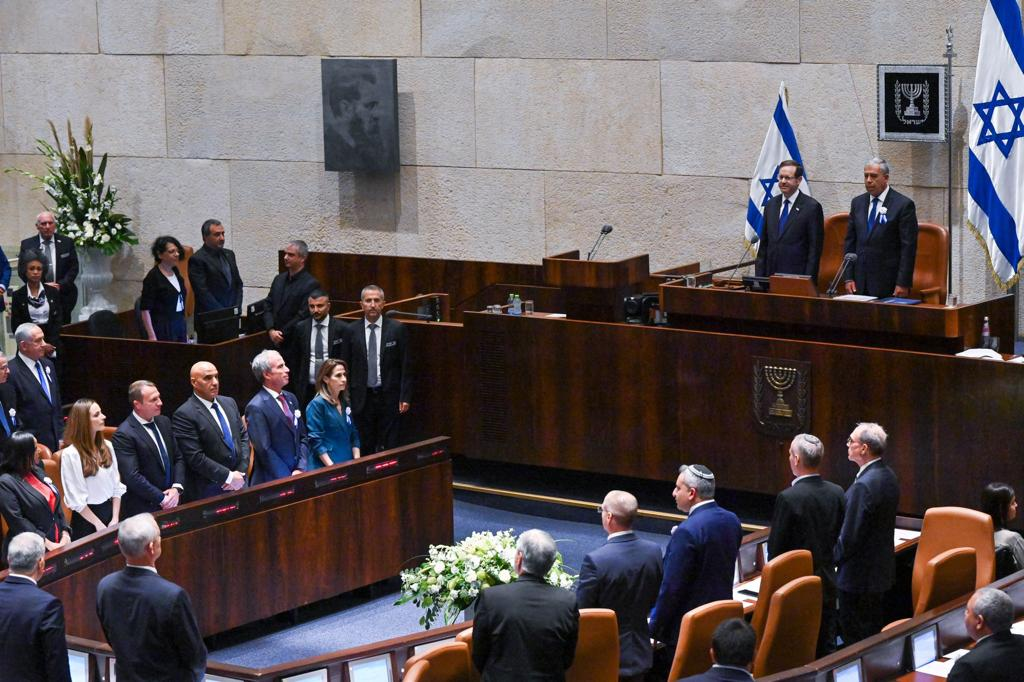
15 ноября: Церемония приведения к присяге членов вновь избранного Кнессета 25-го созыва.

- 1 ноября — Проходят выборы в Кнессет 25-го созыва, и правый блок политических партий во главе с бывшим премьер-министром Биньямином Нетаньяху получает большинство, необходимое для формирования правительства[102].
- 7 ноября — Обращаясь к мировым лидерам на конференции ООН по климату[англ.] в Шарм-эль-Шейхе, президент Герцог предупреждает о надвигающейся климатической катастрофе для Ближнего Востока и призывает к региональному сотрудничеству для предотвращения катастрофы[103].
- 13 ноября — После консультаций с представителями партий, получивших места в Кнессете 25-го созыва, президент Ицхак Герцог официально предоставляет мандат на формирование 37-го правительства Израиля лидеру Ликуда Биньямину Нетаньяху[104].
- 15 ноября -
  - Палестинец убил трёх израильтян и ранил ещё троих в результате наезда автомобилем и ударов ножом в поселении Ариэль[105][106].
  - Состоялась церемония приведения к присяге новоизбранных депутатов Кнессета 25-го созыва[107].
- 16 ноября — Площадь в иерусалимском районе Кирьят-ха-Йовель названа в честь Аристидеш де Соуза Мендеша, португальского дипломата, спасшего тысячи евреев во время Холокоста[108].
- 23 ноября
  - в результате скоординированного двойного теракта на двух автобусных остановках в Иерусалиме взорвались бомбы с дистанционным подрывом, в результате чего 23 человека получили ранения, а 16-летний израильско-канадский студент, обучающийся в еврейской религиозной школе, погиб[109].
  - 17-летний израильский студент-друз Тиран Феро погибает в результате автомобильной аварии, его тело находится в заложниках у группировки Палестинского исламского джихада до тех пор, пока давление со стороны Израиля, общины друзов и других стран не приводит к его возвращению[110][111].

### Декабрь
- 9 декабря — Дэвид Тиачо выигрывает мужскую гонку на Тверийском марафоне с личным лучшим временем 2:13:00, а Бити Дойч в четвёртый раз выигрывает женскую гонку с результатом 2:41:20[112][113].
- 29 декабря — тридцать седьмое правительство Израиля приведено к присяге в Кнессете, и Биньямин Нетаньяху снова становится премьер-министром в качестве главы крайне правой коалиции[114].
- 30 декабря — Центральное статистическое бюро публикует данные, показывающие, что на конец 2022 года в Израиле проживает 9,656 миллиона человек, из которых 7,106 миллиона (74 %) — евреи, 2,037 миллиона (21 %) — арабы и 513 000 (5 %)— другие группы; В 2022 году Израиль посетили 2 675 000 иностранных туристов и 70 000 человек из 95 разных стран иммигрировали[115][116].

## Умерли
- 1 января — Ханан Рапапорт[ивр.] (р. 1928), профессор психологии, директор Института Генриетты Сольд, советник по социальным вопросам премьер-министров Голды Меир и Ицхака Рабина
- 2 января
  -  — Ицхак Кауль (р. 1945), заместитель генерального директора Министерства связи (1976—1986), бизнесмен, генеральный директор Почты Израиля (1986—1990), «Безек» (1990—1997) и инвестиционной компании «Клаль» (1990—1997)[117]
  -  — Сюзанна Сингер (р. 1935), автор и редактор журнала «Момент»[англ.] и журнала Обзор библейской археологии[англ.], руководитель «проекта Алекса Сингера»[118]
- 3 января — Мордехай Бен Порат (р. 1923), организатор «Операции Эзра и Нехемия» по спасению иракских евреев, депутат Кнессета 1965—1977 и 1981—1984 годов, Министр без портфеля 1982—1984 годов, Лауреат Премии Израиля в 2001 году[119][120]
- 6 января —Йорам Тахарлев (р. 1938), автор песен, поэт и писатель[121]
- 10 января — Аура Герцог[англ.] (р. 1924), первая леди Израиля (1983—1993) в период президентства мужа Хаима Герцога, мать нынешнего президента Ицхака Герцога, общественный и экологический деятель, основатель организации Совет Красивый Израиль[англ.][122]
- 12 января — Мейер Шварц[англ.] (р. 1926), физиолог растений, лектор и академик, заведующий отделом гидропоники Института исследования пустынь Якоба Блауштайна[англ.] в Беэр-Шеве[123].
- 16 января — Това Берлински (р. 1915), художница, творчество которой посвящено Холокосту и её родному городу Освенцим, Польша, лауреат Иерусалимской премии (1963) и премии Мордехая Иш-Шалома (2000)[124]
- 18 января — Элиэзер Швейд (р. 1929), философ, ученый, писатель и профессор еврейской философии Еврейского университета в Иерусалиме, научный сотрудник Иерусалимского центра по связям с общественностью, лауреат премии Израиля (1994)[125]
- 19 января — Евгений Арье (р. 1947), драматург, театральный режиссёр, основатель театра «Гешер» в Яффо[126]
- 21 января — Хаим Шахаль[англ.] (р. 1922), член Пальмаха, морской инженер Армии обороны Израиля, лауреат Премии Израиля (1973)[127]
- 24 января — Мирьам Наор (р.1947), судья окружного и Верховного судов, председатель Верховного суда (2015—2017)[128]
- 25 января — Марк Цейтлин (1943 г.р.), международный мастер по шахматам (1978 г.) и гроссмейстер (1997 г.
- 26 января — Давид Баннетт (р. 1921), инженер-электроник, пионер радиолокационных технологий, изобретатель субботнего лифта[англ.], преподаватель электроники в Университете Бар-Илан и Иерусалимском технологическом колледже[англ.][129]
- 31 января — Эстер Поллард (р. 1953), жена бывшего шпиона Джонатана Полларда[130]
- 10 февраля — Даниэль Сассон[ивр.] [он] (р. 1994), тяжёлый форвард Израильской баскетбольной премьер-лиги 2018—2021 годов[131]
- 13 февраля
  -  — Эмануэль Маркс (р. 1927), социальный антрополог, почетный профессор кафедры социологии и антропологии Тель-Авивского университета, лауреат Премии Израиля (1998)[132]
  -  — Юлия Винер (р. 1935), писательница, поэтесса и переводчица на русский язык
- 15 февраля — Нахман Вольф[англ.] (р. 1951), чемпион мира по метанию диска, призёр Паралимпийских игр (1984 и 1988) в толкании ядра и метании копья[133]
- 18 февраля — Габриэль Бах (1927 г.р.), государственный прокурор, один из обвинителей в процессе Эйхмана, юрист, судья Верховного суда (1982—1997)[134]
- 21 февраля — Нава Арад[англ.] (р. 1938), политик (партии Маарах и Авода), депутат Кнессета (1981—1992, 1995—1996)[135]
- 23 февраля — Йоэль Маркус[англ.] (р. 1932), журналист и политический обозреватель, лауреат премии Соколова (2017)[136]
- 1 марта — Амнон Шамаш[англ.] (р. 1929), автор научной литературы и поэт, лауреат Президентской премии по литературе (2001)[137]
- 2 марта — Йосеф Кармон[англ.] (b. 1933), киноактер, актёр и режиссёр Театра Камери более 50 лет[138]
- 3 марта — Йона Фишер (р. 1932), израильский арт- куратор и критик, лауреат Премии Израиля в области дизайна (1977)[139]
- 7 марта — Авраам Гиршзон (р. 1941), член Кнессета от партий Ликуд и Кадима, министр туризма, коммуникаций и финансов; генеральный директор Казначейства, судим за растрату (2009)[140]
- 12 марта — Элиэзер Гольдберг (1931 г.р.), юрист, судья Верховного суда (1983—1998) и государственный контролёр (1998—2005)[141]
- 12 марта — Генри Херскович[англ.] (р. 1927), спортивный стрелок на летних Олимпийских играх 1968 и 1972 годов , Азиатских играх (1966, 1970 и 1974) и Маккабиадах (1965, 1969)[142]
- 17 марта — Дэвид Шмейдлер (р. 1939), математик и экономист-теоретик в области теории игр и теории принятия решений, почетный профессор Тель-Авивского университета и Университета штата Огайо[143]
- 18 марта — Хаим Каневский (р. 1928), харедимский раввин, крупный галахический авторитет и автор книг по еврейскому религиозному праву[144]
- 4 апреля — Эйтан Вертхаймер (р. 1951), промышленник и бизнесмен[145]
- 8 апреля — Барак Луфан[англ.] (р. 1987), каякер, глава Израильской ассоциации каноэ[англ.][146]
- 1 мая
  -  — Нафтали Блюменталь[англ.] (р. 1922), политик, член Кнессета от партии Маарах (1981—1984), контролер Гистадрута
  -  — Илан Гилон (р. 1956), политик, депутат от партии Мерец (1999—2003 и 2009—2021)[147]
- 13 мая — Ури Савир[англ.] (р. 1953), политик, депутат Кнессета (1999—2001) и дипломат[148]
- 19 мая v Яаков Шарет[ивр.] (р. 1927), писатель, репортер и дипломат[149]
- 27 мая
  -  — Михаэль Села (р. 1924), профессор иммунологии, шестой президент Научного института Вейцмана и лауреат Израильской премии в области наук о жизни (1959)[150]
  -  — Шуламит Гольдштейн[англ.] (р. 1968), художественная гимнастка на Олимпийских играх 1988 года, чемпионатах мира 1985 и 1987 годов[151]
- 2 июня — Ури Зоар (р. 1935), артист, актёр и кинорежиссёр (« Дыра в луне» , «Три дня и ребёнок» , «Блумфилд») и раввин[152]
- 9 июня — Дэн Гольдштейн[англ.] (р. 1954), предприниматель в области программного обеспечения и бизнесмен, основатель Formula Systems[англ.].
- 14 июня — А. Б. Иегошуа (р. 1936), писатель («Любовник», «Поздний развод»), эссеист и драматург, лауреат Израильской премии в области литературы на иврите (1995 г.) и множества литературных премий[153]
- 29 июня — Йехуда Меши Захав (р. 1955), общественный деятель, основатель ZAKA[154]
- 29 июня — Давид Вайс Халивни[англ.] (р. 1927), раввин, талмудист, лауреат Премии Израиля премии (2008 г.) и других наград.[155]
- 18 июля — Майя Аттун (р. 1974), отмеченная наградами многопрофильная художница, преподаватель Академии искусств и дизайна Бецалель и Колледжа инженерии, дизайна и искусства Шенкара[156]
- 24 июля — Тамар Эшель (р. 1920), дипломат, заместитель мэра Иерусалима, депутат Кнессета от партии Маарах (1977—1984)[157]
- 26 июля — Ури Орлев (р. 1931), переживший Холокост, детский писатель и переводчик, лауреат премии Ганса Христиана Андерсена (1996)
- 29 июля — Ицхок Тувия Вайс (р. 1926), ультраортодоксальный раввин, глава Эда Хахареидис в Иерусалиме[158]
- 12 августа — Аарон Ядлин (р. 1926), педагог и политик, член Кнессета от партий Мапай, Маарах и Авода (1960—1979), заместитель министра образования (1964—1972) и министр образования (1974—1977)[159]
- 14 августа — Цвика Пик (р. 1949), эстрадный певец, автор песен, композитор и телеведущий[160]
- 22 августа — Шалом Коэн (р. 1930), ультраортодоксальный сефардский раввин, духовный лидер политической партии ШАС и президент Совета мудрецов Торы[161]
- 8 сентября — Йоэль Шварц (р. 1939), харедимский раввин, ученый, писатель и старший преподаватель ешивы «Двар Йерушалаим»[162]
- 18 сентября — Эльяким Хаецни (р. 1926), юрист, поселенческий активист, политик и депутат Кнессета от партии Тхия (1990—1992).
- 7 октября — Шошана Нетаньяху (р. 1923), юрист, юрист и судья Верховного суда[163]
- 10 октября — Леон Шидловский[англ.] (р. 1931), композитор для оркестра, камерного ансамбля, хора и различных музыкальных инструментов, сторонник графической нотации[164]
- 19 октября — Дина Мерхав[англ.] (р. 1936), скульптор, известная своими парящими скульптурами птиц и ангелов из металлолома[165]
- 28 октября — Ханна Пик-Гослар (р. 1928), медсестра, пережившая Холокост, подруга детства и сокамерница Анны Франк в Берген-Бельзене[166]
- 29 октября — Хава Пинхас-Коэн[англ.] (р. 1955), отмеченный наградами писатель и поэт, основатель и редактор литературного журнала Dimui[167]
- 1 ноября — Моше Ха-Элион[англ.] (р. 1925), переживший Холокост, писатель и переводчик на ладино[168]
- 3 ноября — Уззи Орнан[англ.] (р. 1923), общественный деятель и лингвист, член Академии иврита, профессор вычислений на естественных языках в Технионе и почётный профессор Еврейского университета в Иерусалиме[169]
- 6 ноября — Хаим Валкин (р. 1945), ортодоксальный раввин, преподаватель и декан раввинской академии и ешивы «Ateres Israel»[170]
- 21 ноября — Нужат Кацав[англ.] (р. 1932), писатель и политик, депутат Кнессета от партии Маарах (1974—1977)[171]
- 8 декабря — Ицхак Клептер[англ.] (р. 1950), рок-музыкант и автор песен, вокалист и электрогитарист рок-группы «Каверет»[172]
- 11 декабря — Моше Мизрахи (1950 г.р.), начальник следственного отдела израильской полиции (2001—2005 гг.), и полиции и общественного отделения гражданской гвардии (2005—2006 гг.), Член Кнессета от партии Авода (2013—2015 гг.) и альянса Сионистский лагерь (2018—2019)[173]
- 15 декабря — Элиягу Офер (р. 1944), футболист «Хапоэль Беэр-Шева» (1959—1978), менеджер («Бейтар Иерусалим», «Маккаби Шаараим») и ресторатор.[174]
- 22 декабря — Зеэв Ивианский[англ.] (р. 1922) политолог, писатель, академик и преподаватель русистики Еврейского университета в Иерусалиме[175]
- 23 декабря — Уилли Симс (р. 1958), баскетболист («Хапоэль Тель-Авив», «Элицур Нетания», «Маккаби Тель-Авив»)[176]
- 25 декабря — Хаим Друкман (р. 1932), ортодоксальный раввин и политик, депутат Кнессета (1977—1983, 1999—2003), духовный лидер Религиозного сионизма, глава ешивы «Ешиват Ор Эцион» и глава Центра ешив движения Бней Акива[177][178]
- 30 декабря — Шмуэль Толедано (р. 1921), офицер разведки Моссада и политик, член Кнессета от Демократического движения за перемены и Шинуй (1977—1981)[179][180]